# Anna Iéssipova

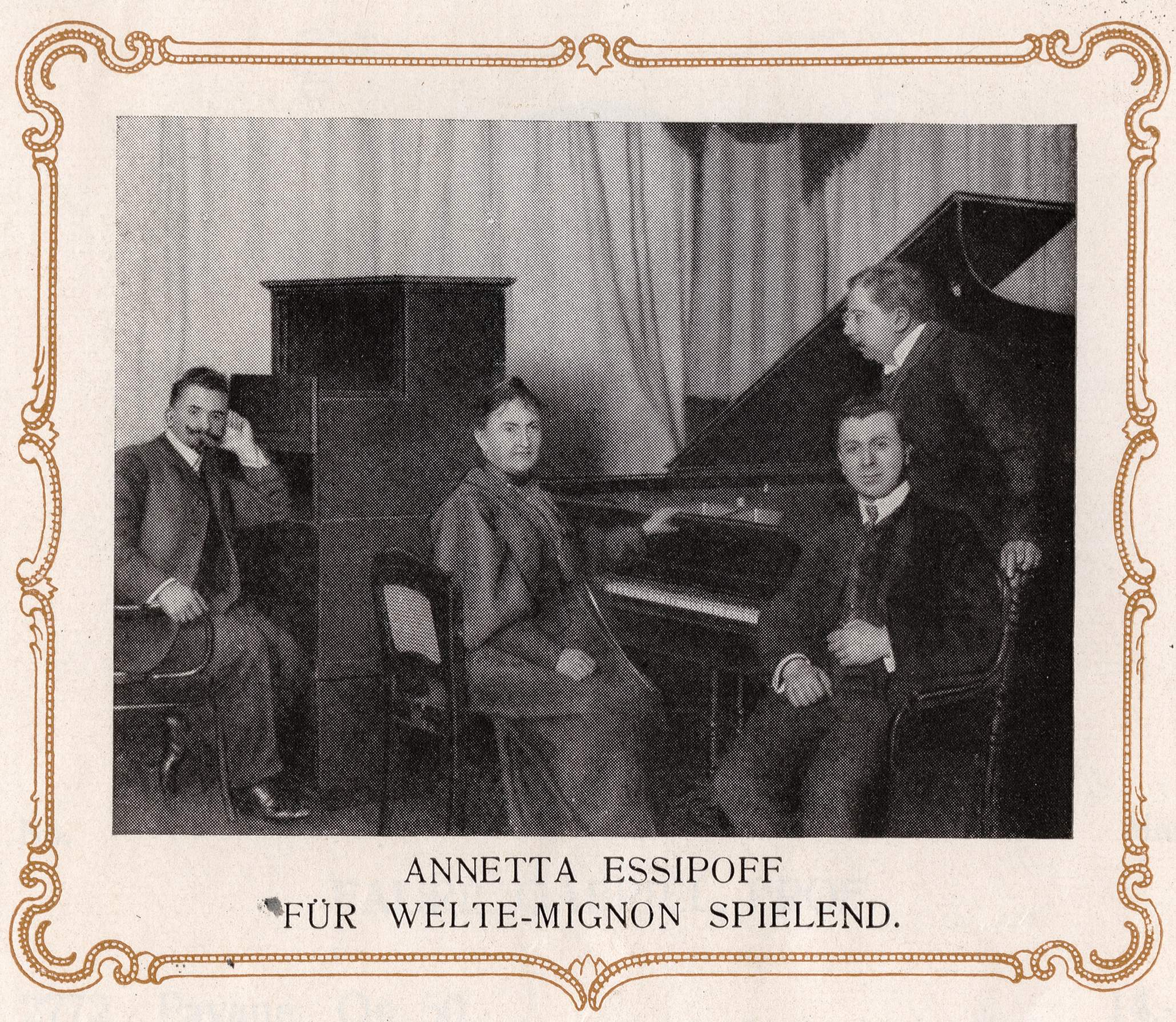
Anna Ièsipova tocant per Welte-Mignon el 7 de febrer de 1906

Anna Nikolàievna Iéssipova (en rus: А́нна Никола́евна Е́сипова, també escrit com a Anna i Annette Essipova; Anna, Annette o Annetta Essipoff; Annette von Essipow; Anna Jessipowa) (Sant Petersburg, 31 de gener de 1851 - Sant Petersburg, 18 d'agost de 1914 o 5 d'agost en el calendari antic) fou una pianista i pedagoga russa que va estudiar i més tard impartir classes al Conservatori de Sant Petersburg. Va ser una pianista molt important tant per la carrera pròpia com a intèrpret com per la seva gran labor pedagògica, essent la professora de grans intèrprets i compositors.

## Biografia

### Estudiant
Filla d'un alt oficial, va entrar al Conservatori de Sant Petersburg als 13 anys, amb el professor Aleksandr Villoing. Va passar el 1866 a ser alumna de Teodor Leszetycki i, amb qui es casà l'any 1880 i de qui es divorciaria el 1892. Va ser la primera dels seus alumnes en tenir reputació a tot Europa.
El 1868 va debutar a Salzburg i va tenir un gran èxit. La Duquesa Helena, present en el concert, la va felicitar públicament i el mateix Leszetycki afegia "Tot el que necessites ara és segur per aquest camí", frase a la qual ella va respondre, agafant-li la mà, "Sense tu sóc només pols". En aquell moment eren només professor i alumna, ell fins i tot va intentar buscar-li un marit.
El 23 de maig de 1871 es va graduar amb honors al Conservatori de Sant Petersburg i a partir d'aquell any i fins al 1892 va viure principalment a l'Europa Occidental, fent gires de concerts que la van portar també pels Estats Units.

### Intèrpret
Va debutar a Londres el 1874, i la seva lleugeresa de toc i cant de les línies melòdiques van ser molt alabades. Però alguns crítics van parlar de la seva a vegades exagerada interpretació de les obres del classicisme. El 1875 va ser a París i l'any següent va anar als Estats Units.Era ja reconeguda arreu com a la preferida de la noblesa russa tant per la seva bellesa com pel seu talent i comparada amb Teresa Carreño, amb qui els crítics els agradava molt de contrastar, i Clara Schumann com una de les dones concertistes més importants arreu del món. Va passar el 1880 també per Lisboa, on va tenir crítiques molt favorables.
La seva virtuositat va atreure l'admiració artística de Txaikovski i Liszt. El 1885 va ser nomenada pianista de la Cort Russa i és considerada una de les dones que va començar a emergir a la Rússia Imperial de la seva època, juntament amb les poetesses Zinaïda Guíppius (1869-1945) i Anna Akhmàtova (1889-1966) o les ballarines Mathilde Kschessinska (1872-1971) i Anna Pàvlova (1881-1931).

### Professora
Des de 1893 fins a 1908 va ser professora de piano al Conservatori de Sant Petersburg. Allà va començar tenint 12 alumnes i al cap de pocs anys ja en teia 42. Entre els seus estudiants tingué a Serguei Prokófiev, Aleksandr Borovski, Maria Iúdina, Izabel·la Venguérova, Leo Ornstein, Józef Turczyński i Thomas de Hartmann.

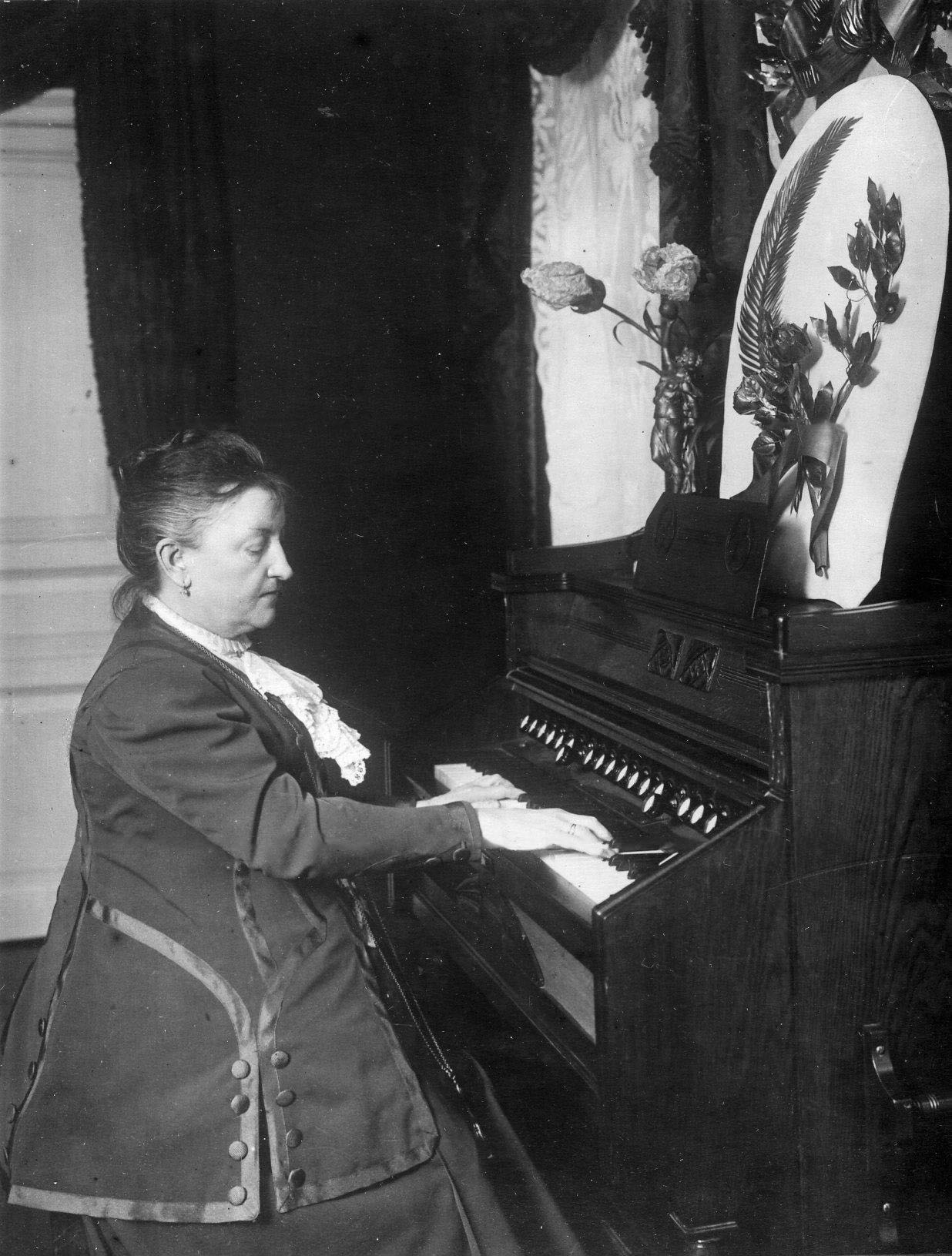
Anna Iéssipova

 També va exercir de professora de piano durant un temps en el qual entre altres alumnes tingué a la suïssa Anna Hirzel-Langenhan.
Grigori Kógan deia d'ella a Sant Petersburg: 
| « | Iéssipova regnava, literalment, al Conservatori de Sant Petersburg...Entrar a la classe de Iéssipova es va convertir en un somni de tots els joves pianistes de KiIev, Saratov, Rostov i Iekaterinburg. Iéssipova va ser vint anys al Conservatori de Sant Petersburg, vint anys d'or en la història de l'educació pianística russa i que tenen un impacte significatiu en la tècnica pianística mundial. | » |

Al llarg de la seva carrera, molts compositors van dedicar obres a Anna, com Piotr Txaikovski o Ignacy Jan Paderewski.